# Star of India (barco)
El Star of India  es un barco histórico ubicado en la bahía de San Diego, California. El Star of India se encuentra inscrito como un Hito Histórico Nacional en el Registro Nacional de Lugares Históricos desde el 13 de noviembre de 1966. El barco fue construido en 1883.

## Ubicación
El Star of India se encuentra exhibido como buque museo dentro del condado de San Diego en las coordenadas 32°42′57″N 117°10′22″O / 32.715833, -117.172778.